# 多治見市立南ヶ丘中学校
多治見市立南ヶ丘中学校（たじみしりつ　みなみがおかちゅうがっこう）は、岐阜県多治見市にある公立中学校である。

## 沿革
- 1951年（昭和26年）4月1日 - 笠原町が多治見市に編入される。滝呂地区に平和中学校滝呂分校を開設する。校舎は多治見市立笠原第二小学校の校舎の一部を仮校舎とする。
- 1952年（昭和27年）4月1日 - 旧・笠原町が多治見市から分立、笠原村が発足。滝呂地区は多治見市に残る。
- 1953年（昭和28年）
  - 4月 - 平和中学校滝呂分校が分立し、多治見市立南ヶ丘中学校となる。
  - 　12月 - 新築移転[注釈 1]。
- 1958年（昭和33年）4月 - 市之倉中学校を統合する。
- 1983年（昭和58年）4月 - 現在地に新築移転。

## 通学区域[1]
- 大畑町1丁目（312の5から312の78を除く）、2丁目、3丁目、4丁目（2の7を除く）、5丁目、6丁目、7丁目
- 市之倉町1丁目、2丁目、3丁目、4丁目、5丁目、6丁目、7丁目、8丁目、9丁目、10丁目、11丁目、12丁目、13丁目
- 大畑町（西仲根、大洞、赤松）
- 脇之島町1丁目（19）、2丁目（2から6）、3丁目、4丁目、5丁目、6丁目、7丁目、8丁目（1から3、5から8、11、14、17から20、29、30、43、51から55、5から61、74、78から87、96、99、102、104、111、117から121、125）

## 進学前小学校
- 市之倉小学校
- 脇之島小学校
- 昭和小学校